# Головеров, Валерий Тимофеевич
Валерий Тимофеевич Головеров (род. 18 октября 1939, Полтава, СССР) — советский и российский архитектор, Главный архитектор (начальник архитектурно-планировочного управления) Краснодара (1972—1988, 1995—1996), основатель и профессор кафедры архитектуры в Кубанском Государственном Университете (КубГу), Заслуженный архитектор Российской Федерации, Член Правления Союза архитекторов Краснодара.

## Биография
В 1966 году окончил Московский архитектурный институт. С 1966—1970 работал архитектором, а затем главным архитектором проектов в проектном институте «Краснодарский филиал «Гипроторга». В 1972 году создал комплексную мастерскую по проектированию города. По результатам работы мастерской назначен главным архитектором города Краснодара — начальником архитектурно-планировочного управления (1972—1988).
В 1980 окончил курсы повышения квалификации Госстроя РСФСР в Московском архитектурном институте по специальности «Градостроительство», защитив две работы по темам «Некоторые вопросы развития архитектурно-пространственной композиции города Краснодара» и «Основные принципы организации непрерывного градостроительного и социально-экономического управления городом».
Архитектурно-планировочное управления Краснодара под руководством Головерова В. Т. возглавляло проектно-планировочные работы по реализации генерального плана города, утвержденного Советом Министров РСФСР в 1972. В состав земель городского совета входила вся основная территория складывающейся Краснодарской агломерации, более 40 населённых пунктов. Управление также координировало организацию, подготовку исходных данных и разработку всех разделов промышленного, инженерного, транспортного и социального обеспечения города и населённых пунктов, входящих в административное подчинение. Население города Краснодара возросло с 570 тысяч человек до 800 тысяч с 1972 по 1988. За этот период город Краснодар перешел из разряда «крупных» в разряд «крупнейших» городов.
В 1988 Головеров В. Т. стал главным архитектором института «Краснодаргражданпроект».
В 1990 создал первую в Краснодарском крае творческую мастерскую при Союзе Архитекторов России.
В 1995—1996 вновь работал главным архитектором города Краснодара. За это время провел реорганизацию градостроительных органов управления городом применительно к новым экономическим условиям. В этот период организовал создание предприятия «Горкадастрпроект», которое внесло весомый вклад в становление рынка геоинформатики России.
В 2000 создал кафедру архитектуры на базе Кубанского государственного университета (КубГу).
В 2001 за большие заслуги в области архитектуры присвоено звание «Заслуженный архитектор Российской Федерации»
В 2005 защитил диссертацию на тему «Система управления педагогическим персоналом архитектурного образовательного учреждения»
В 2010 Головеров В. Т. стал профессором кафедры архитектуры КубГУ, на которой преподает по настоящее время. В этом же году награждён медалью имени И. В. Жолтовского «За выдающийся вклад в архитектурное образование».
В 2019 на кафедре обучается 150 студентов. За время своей работы кафедра подготовила 200 бакалавров и 200 магистров архитектуры.
Многолетняя общественная и профессиональная деятельность Головерова В. Т. способствовала популяризации архитектурных идей и развитию архитектурного образования, а также оказали существенного влияние на рост общественного признания профессии архитектора в Краснодаре, Краснодарском крае и Южном регионе России в целом.

## Постройки
Головеров В. Т. является автором многих градостроительных и архитектурных проектов, среди которых здание Главного Управления Центрального Банка РФ по Краснодарскому краю; краевая налоговая инспекция в Краснодаре; здание «Кредобанка»; административные здания в городах Армавире, Кропоткин, Курганинск; жилые дома повышенной этажности и ряда других. Являлся архитектором мемориальных комплексов «Площадь павших героев» (1967, скульптор Шмагун И. П.), «Жертвам фашизма» (1975, скульптор Шмагун И. П., архитектор Головерова И. И.), а также памятникам погибших воинов в станицах Марьянской, Красноармейской, Нововеличковской и Петровской.